# 魯米斯貝格
魯米斯貝格是瑞士的城鎮，位於該國中西部，由伯恩州負責管轄，面積5.15平方公里，一半土地是農業用地，海拔高度638米，2011年人口471，人口密度每平方公里91人。